# Type 95 (carro armato)
Il Type 95 è stato un carro armato pesante sperimentale completato durante gli anni trenta dall'Impero giapponese, interessato a studiare questo tipo di mezzi fin dalla creazione della propria arma corazzata. Tuttavia, come accaduto ai suoi predecessori, il Type 95 venne prodotto soltanto come prototipo e dopo una piccola preserie fu accantonato in favore di progetti più moderni.

## Storia

### Sviluppo
Continuando a esplorare il concetto di carro armato multitorretta l'esercito nipponico sviluppò ulteriormente il Type 91, le cui prove avevano dato esito negativo.

### Produzione
Durante il 1934 fu costruito e consegnato un singolo prototipo, ma altre fonti affermano che al modello guida seguirono probabilmente altri tre esemplari. Una riporta senza mezzi termini che furono fabbricati quattro veicoli.

### Impiego
Il nuovo mezzo venne collaudato tra il 1934 e il 1935: i test evidenziarono serie deficienze riguardo alla mobilità che, unitamente al prezzo di fabbricazione ritenuto proibitivo, decretarono il rifiuto del carro durante lo stesso 1935. In questo modo ebbe termine il decennio di sperimentazione e impostazione di carri a più torri.

## Caratteristiche
Il Type 95 Ro-Go godeva di un disegno migliore rispetto al Type 91, a cominciare dalla meccanica: il treno di rotolamento era stato infatti rivisto e semplificato. Contava nove ruote d'appoggio, quattro rulli superiori, una ruota motrice posteriore e quella folle di rinvio anteriore; le sospensioni a balestra erano vincolate a due grandi carrelli, ognuno dotato di due perni alle estremità che riunivano otto ruote portanti, mentre la prima era dotata di propri ammortizzatori. In genere questo sistema era molto simile a quello adoperato sul carro medio Type 89 Yi-Go. Si era intervenuti anche sull'apparato motore, sostituendolo con un propulsore aeronautico diesel da 6 cilindri ed erogante 290 hp a 1.600 giri al minuto; il cambio associato contava quattro marce avanti e una retromarcia.
La corazzatura subì un incremento sensibile: sul frontale dello scafo arrivava a 35 mm ma sui fianchi rimase spessa soltanto 12 mm; tutte le piastre erano fissate al corpo del carro mediante rivettatura. Ancora, il Type 95 godeva di un più numeroso armamentario suddiviso in tre torrette poste lungo l'asse longitudinale del telaio: quella centrale, con protezioni che arrivavano a 30 mm sul lato anteriore, era dotata di un cannone Type 94 da 70 mm e di una mitragliatrice Type 91 da 6,5 mm montata 120° a sinistra del pezzo d'artiglieria in un supporto a sfera. La torretta anteriore era equipaggiata con un cannone da 37 mm Type 94 lungo 36,7 calibri (L/36,7) e con velocità alla bocca pari a 583 m/s; poteva penetrare una piastra verticale spessa 45 mm da 300 metri di distanza. Infine la torretta posteriore, che come quella del blindato Type 91 non era installata sul pianale a copertura del motore bensì dietro questo, era armata con una singola Type 91 da 6,5 mm. Il carro era manovrato da un equipaggio di 5 uomini, sebbene altre fonti riportino che fosse formato da "5 - 6" persone.
Riguardo al peso del Type 95 vi sono lievi discrepanze tra le fonti che parlano di 24 tonnellate, 25,6 tonnellate oppure 26 tonnellate. La mole comunque ragguardevole spiega perché il veicolo arrivasse a stento ai 22 km/h nonostante l'aumentata potenza del motore, e anche l'autonomia massima era limitata a 110 chilometri.

## Varianti
Sebbene rifiutato, il Type 95 fu la base per la creazione di semoventi d'artiglieria pesanti. Un primo derivato, chiamato Ji-Ro, montava un obice o cannone di calibro ignoto in una grossolana casamatta corazzata posta nella parte posteriore del mezzo, con l'apparato motore spostato nel compartimento anteriore.
Negli anni quaranta fu considerata una seconda impostazione con motore nel retro e un cannone da 105 mm frontale, protetto parzialmente da una scudatura: il semovente fu denominato Type 2 Ka-To e disponeva anche di due torrette ausiliarie, una anteriore e l'altra posteriore, armate ciascuna di una mitragliatrice Type 91. Entrambi i prototipi rimasero però allo stadio sperimentale.